# Captain Corey
Captain Corey, född 16 april 2018 i Kentucky i USA, är en amerikansk travare. Han tränades och kördes under sin tävlingskarriär av Åke Svanstedt.

## Karriär
Captain Corey började tävla som tvååring i juli 2020 och inledde karriären med fem raka segrar. Under tvååringssäsongen tog han sin största seger i Pennsylvania Sire Stakes. 
Under treåringssäsongen var Captain Corey tidigt en förhandsfavorit till att segra i Hambletonian Stakes, som är det största loppet för treåriga travare. I uttagningsloppet till Hambletonian Stakes segrade han på tiden 1:51.2. I finalheatet lottades han till spår 4, och tog tidigt ledningen, en position som han höll hela loppet, och segrade på tiden 1:51.0.
I början av september 2021 meddelades det även att Captain Corey fått en hovbensfraktur efter starten i Pennsylvania Sire Stakes Consolation, och missar resten av säsongen.

### Som avelshingst
I början av november 2021 meddelades det att Captain Corey skulle vara verksam som avelshingst på Hanover Shoe Farms under 2022.

## Statistik
Källa: 
| #  | Datum            | Bana                  | Lopp                                                | Kusk            | Tränare       | Dist    | Plac | Tid     | Odds | Pris        |
| -- | ---------------- | --------------------- | --------------------------------------------------- | --------------- | ------------- | ------- | ---- | ------- | ---- | ----------- |
| -  | 20 juni 2020     | Meadowlands           | Kvallopp                                            | Åke Svanstedt   | Åke Svanstedt | 1 609 m | 2    | 2:00.4  | NB   | 0 USD       |
| -  | 3 juli 2020      | Meadowlands           | Kvallopp                                            | Åke Svanstedt   | Åke Svanstedt | 1 609 m | 1    | 1:55.1  | NB   | 0 USD       |
| 1  | 20 juli 2020     | The Meadows           | Pennsylvania Sire Stakes, elim                      | Åke Svanstedt   | Åke Svanstedt | 1 609 m | 1    | 1:54.1  | 19   | 34 653 USD  |
| 2  | 5 augusti 2020   | Harrah's Philadelphia | Pennsylvania Sire Stakes, elim                      | Åke Svanstedt   | Åke Svanstedt | 1 609 m | 1    | 1:55.0  | 13   | 51 830 USD  |
| 3  | 23 augusti 2020  | Pocono Downs          | Pennsylvania Sire Stakes, elim                      | Åke Svanstedt   | Åke Svanstedt | 1 609 m | 1    | 1:55.0  | 11   | 51 580 USD  |
| 4  | 5 september 2020 | Pocono Downs          | Pennsylvania Sire Stakes Championship               | Åke Svanstedt   | Åke Svanstedt | 1 609 m | 1    | 1:53.3  | 10   | 126 500 USD |
| 5  | 16 oktober 2020  | Meadowlands           | Reynolds Stake                                      | Åke Svanstedt   | Åke Svanstedt | 1 609 m | 1    | 1:54.1  | 11   | 30 750 USD  |
| 6  | 23 oktober 2020  | Hoosier Park          | Breeders Crown 2YO Colt & Gelding Trot, Elimination | Åke Svanstedt   | Åke Svanstedt | 1 609 m | 2    | 1:52.4  | 14   | 6 250 USD   |
| 7  | 30 oktober 2020  | Hoosier Park          | Breeders Crown 2YO Colt & Gelding Trot, Final       | Åke Svanstedt   | Åke Svanstedt | 1 609 m | 5    | 1:53.1  | 31   | 27 000 USD  |
| -  | 14 maj 2021      | Meadowlands           | Kvallopp                                            | Åke Svanstedt   | Åke Svanstedt | 1 609 m | 1    | 1:54.1  | NB   | 0 USD       |
| 8  | 31 maj 2021      | Pocono Downs          | Pennsylvania Sire Stakes, elim                      | Åke Svanstedt   | Åke Svanstedt | 1 609 m | 1    | 1:53.4  | 12   | 24 885 USD  |
| 9  | 23 juni 2021     | Harrah's Philadelphia | Pennsylvania Sire Stakes, elim                      | Åke Svanstedt   | Åke Svanstedt | 1 609 m | 0    | 1:57.1g | 10   | 0 USD       |
| -  | 10 juli 2021     | Meadowlands           | Kvallopp                                            | Åke Svanstedt   | Åke Svanstedt | 1 609 m | 1    | 1:53.0  | NB   | 0 USD       |
| 10 | 17 juli 2021     | Meadowlands           | Stanley Dancer Memorial                             | Yannick Gingras | Åke Svanstedt | 1 609 m | 2    | 1:50.3  | 31   | 33 810 USD  |
| 11 | 31 juli 2021     | Meadowlands           | Hambletonian Stakes, Elimination                    | Åke Svanstedt   | Åke Svanstedt | 1 609 m | 1    | 1:51.2  | 77   | 25 000 USD  |
| 12 | 7 augusti 2021   | Meadowlands           | Hambletonian Stakes, Final                          | Åke Svanstedt   | Åke Svanstedt | 1 609 m | 1    | 1:51.0  | 23   | 500 000 USD |
| 13 | 21 augusti 2021  | Pocono Downs          | Earl Beal Jr. Memorial                              | Åke Svanstedt   | Åke Svanstedt | 1 609 m | 1    | 1:51.0  |      | 250 000 USD |
| 14 | 4 september 2021 | Pocono Downs          | Pennsylvania Sire Stakes Consolation                | Åke Svanstedt   | Åke Svanstedt | 1 609 m | 1    | 1:51.4  |      | 25 000 USD  |